# Buyi (socken i Kina)
Buyi (kinesiska: 卜宜, 卜宜乡) är en socken i Kina. Den ligger i provinsen Shanxi, i den norra delen av landet, omkring 91 kilometer söder om provinshuvudstaden Taiyuan. Antalet invånare är 33 596. Befolkningen består av 15 700 kvinnor och 17 896 män. Barn under 15 år utgör 18,0 %, vuxna 15-64 år 71 %, och äldre över 65 år 10,0 %.
Genomsnittlig årsnederbörd är 670 millimeter. Den regnigaste månaden är juli, med i genomsnitt 234 mm nederbörd, och den torraste är december, med 3 mm nederbörd.